# Nádia Gomes
Nádia Filipa Gomes Coelho (Viseu, 9 novembre 1996) è una calciatrice portoghese, attaccante del Chicago Stars.

## Carriera

### College
Nella prima parte della carriera Nádia Gomes concilia il percorso scolastico con l'attività agonistica, iscrivendosi alla Brigham Young University con sede a Provo, nello Utah, e giocando nella loro rappresentativa di calcio femminile universitario, le BYU Cougars, nella West Coast Conference della Division I della National Collegiate Athletic Association (NCAA) dal 2014 al 2017. Al suo primo anno in squadra venne impiegata in 21 occasioni e finì la stagione marcando tre reti e fornendo alle sue compagne tre assist. Durante il suo secondo anno il suo apporto alla stagione è ancora più decisivo, andando a rete per nove volte, cinque delle quali portarono alla vittoria la sua squadra, a cui si aggiungono quattro assist. È stata nominata per il premio WCC Player of the Year e selezionata per la terza squadra della NSCAA All-America. Al suo terzo anno è stata inserita nell'elenco di prestagione per l'Hermann Trophy e ha terminato la stagione con sei reti e dodici assist. Nell'ultima stagione è partita titolare in tutti i 19 incontri giocati, risultando al suo termine la seconda marcatrice della squadra con cinque reti e quattro assist.

### Club
Il 18 gennaio 2018 Gomes viene selezionata dall'Orlando Pride come 23rd overall draft pick al NWSL College Draft del 2018.

### Nazionale
Gomes inizia ad essere convocata dalla federazione calcistica del Portogallo (Federação Portuguesa de Futebol - FPF) dal 2013, nella formazione Under-19, dove fa il suo debutto in amichevole il 3 settembre per essere in seguito inserita in rosa come difensore dal responsabile tecnico José Paisana nella squadra impegnata nelle qualificazioni al campionato europeo di Norvegia 2014. La squadra riesce a superare la prima fase come migliore tra le seconde classificate ma non riesce ad accedere alla fase finale. In quest'occasione Paisana la impiega in tutti i sei incontri disputati dal Portogallo, partendo titolare in cinque, siglando due reti, il 21 settembre 2013 marcando quella del parziale 3-0 sulla Lituania (finita 4-0) e il 7 aprile 2014 accorciando le distanze sul 2-1 nell'incontro perso con le avversarie della Svizzera.
Nel febbraio 2018 il selezionatore della nazionale maggiore Francisco Neto decide di inserirla nella rosa delle giocatrici convocate per l'edizione di quell'anno dell'Algarve Cup, facendo il suo debutto nel torneo il 2 marzo, nell'incontro pareggiato per 0-0 con le avversarie dell'Australia. Durante il torneo Neto la impiega anche in una seconda occasione, nella finale per il terzo posto del 7 marzo, dove al 38' sigla la rete del parziale 1-0 sull'Australia, incontro che terminerà 2-1 per le lusitane e che aggiudicheranno al Portogallo il più prestigioso risultato sportivo al torneo dall'anno della sua istituzione.